# Cimetière Christophe Colomb
Le cimetière Christophe Colomb (ou Necrópolis de Cristóbal Colón en espagnol) est une nécropole située à Cuba dans le quartier El Vedado de La Havane et fondée en 1876. Classé monument national, elle est avec ses 57 hectares la plus étendue du pays et renferme un grand nombre d'œuvres architecturales et sculpturales. 

## Personnes inhumées
- Santiago Álvarez (1919–1998), réalisateur
- Manuel Arteaga y Betancourt, cardinal
- José Raúl Capablanca (1888–1942), champion d'échecs
- Alejo Carpentier (1904–1980), auteur
- Ibrahim Ferrer (1927–2005), musicien
- Carlos Finlay (1833-1915), médecin ayant découvert le rôle des moustiques dans les épidémies de fièvre jaune
- Calixto García Martínez (1928-2010), révolutionnaire cubain
- Máximo Gómez (1836–1905), héros militaire de République dominicaine
- Rubén González (1919–2003), pianiste
- Nicolás Guillén (1902–1989), poète
- Nicolás Guillén Landrián (1938–2003), réalisateur et peintre
- Tomás Gutiérrez Alea (1928–1996), réalisateur
- Alberto Korda (1928–2001), photographe
- José Lezama Lima (1910–1976), écrivain, poète
- Dulce María Loynaz (1902–1997), poète, écrivain
- William Alexander Morgan (1928–1961), aventurier américain
- Fernando Ortiz (1881–1969)
- Chano Pozo (1915–1948), musicien précurseur du jazz sud américain
- Teófilo Stevenson, boxeur cubain, triple champion du monde amateur et triple champion olympique (1972, 1976 et 1980)